# Ulrich Gebhard
Ulrich Gebhard (* 23. April 1951 in Hildesheim) ist ein deutscher Erziehungswissenschaftler.

## Leben
Nach dem Studium (1971–1977) der Biologie, Germanistik und Erziehungswissenschaften an der Universität Hannover, der Promotion am 10. Juni 1986 durch den Fachbereich Erziehungswissenschaften I der Universität Hannover und der Habilitation am 19. Februar 1992 durch den Fachbereich Erziehungswissenschaften I der Universität Hannover war er von 1995 bis 2019 Professor (C4) für Erziehungswissenschaften unter besonderer Berücksichtigung der Biowissenschaften mit dem Schwerpunkt Didaktik der Biologie an der Universität Hamburg.
Seine Forschungsschwerpunkte sind Bedeutung von Natur für die psychische Entwicklung, Natur und Gesundheit, Deutungsmuster und Werthaltungen von Kindern gegenüber Natur (u. a. zu Nachhaltigkeit und Biodiversität), Bewertungskompetenz, Sinn und Erfahrung in schulischen Lernprozessen, Bedeutung impliziter und intuitiver Vorstellungen (Alltagsphantasien) bei Lernprozessen und Bildungs- und Evaluationsforschung.

## Schriften (Auswahl)
- mit Arno Combe: Verstehen im Unterricht. Die Rolle von Phantasie und Erfahrung. Wiesbaden 2012, ISBN 978-3-531-17822-6.
- mit Arne Dittmer, Stefanie Fritz und Benny Wolf Rimmler: Qualitätsentwicklung der Bildungsarbeit in National- und Naturparks. Kollegiale Begleitung als Form der internen Evaluation. Wiesbaden 2010, ISBN 3-658-13150-0.
- mit Dietmar Höttecke und Markus Rehm: Pädagogik der Naturwissenschaften. Ein Studienbuch. Wiesbaden 2017, ISBN 3-531-19545-X.
- Kind und Natur. Die Bedeutung der Natur für die psychische Entwicklung. Wiesbaden 2020, ISBN 3-658-21275-6.